# (5067) Occidental
(5067) Occidental est un astéroïde de la ceinture principale.

## Description
(5067) Occidental est un astéroïde de la ceinture principale. Il fut découvert le 19 juillet 1990 à l'observatoire Palomar par Eleanor Francis Helin. Il présente une orbite caractérisée par un demi-grand axe de 2,80 UA, une excentricité de 0,08 et une inclinaison de 7,4° par rapport à l'écliptique.

## Compléments